# Moment of Inspiration
Moment of Inspiration (MoI) est un logiciel de modélisation tridimensionnelle conçu pour Microsoft Windows et Mac OS. Ce logiciel se destine principalement à des designers et des artistes. Il prend en charge le format NURBS.
Ce logiciel rassemble un ensemble d'outils de dessin. Son interface permet à son utilisateur de travailler avec une tablette et un stylet.

## Caractéristiques

### Des programmes d'assistance ou scripts
Ce sont de petits programmes autonomes qui ajoutent plus de fonctionnalités à MoI,.
- Obj23dmWireframe converter  - permet d'apporter des données de polygones dans une .fichier obj en MoI pour l'utiliser comme un guide de la construction.
- 3dmCurves2DXF converter - permet de convertir les courbes de .3dm .format dxf, pour aider à l'exportation de données à partir de MoI à certains CAM programmes.
- SeparateOBJ editor - permet l'édition d'un .fichier obj pour casser des objets en petits morceaux à l'aide avec l'attribution de matériaux dans certains autres programmes, comme Poser, HyperShot, et Bryce.
- MergeOBJ editor - permet l'édition d'un .fichier obj pour combiner tous les différents objets dans un objet unique.
- Blender importer - un script écrit par Anthony d'Agostino pour permettre l'exportation de données à partir de MoI pour Blender, tout en préservant la précision normales des sommets.